# Karolina Sevastyanova
Karolina Andreïevna Sevastyanova (en russe : Каролина Андреевна Севастьянова) est une gymnaste rythmique russe, née le 25 avril 1995 à Kiev (Ukraine).

## Biographie
Karolina Sevastyanova est sacrée championne olympique au concours des ensembles aux Jeux olympiques d'été de 2012 à Londres, avec ses coéquipières Ksenia Dudkina, Anastasia Bliznyuk, Uliana Donskova, Alina Makarenko et Anastasia Nazarenko.